# 7932 Plimpton
7932 Plimpton eller 1989 GP är en asteroid i huvudbältet som upptäcktes 7 april 1989 av den amerikanske astronomen Eleanor F. Helin vid Palomar-observatoriet. Den är uppkallad efter den amerikanske journalisten George Plimpton.
Asteroiden har en diameter på ungefär 4 kilometer och den tillhör asteroidgruppen Nysa.